# Pacific Manuscripts Bureau
Le Pacific Manuscripts Bureau est une organisation non-lucrative soutenue par un réseau international de bibliothèques universitaires, publiques ou nationales spécialisées dans la recherche en sciences humaines et sociales sur le Pacifique. Fondé en 1968, le Pacific Manuscripts Bureau conserve des archives, manuscrits et documents rares relatifs aux sociétés insulaires d'Océanie.

## Bibliothèques membres
Les bibliothèques membres du Pacific Manuscripts Bureau, à travers lesquelles ses collections sont accessibles aux lecteurs, sont les suivantes :
- Mitchell Library - bibliothèque d'État de Nouvelle-Galles du Sud (Sydney,  Australie)
- Bibliothèque nationale d'Australie (Canberra,  Australie)
- Bibliothèque de l'Université nationale australienne (Canberra,  Australie)
- Alexander Turnbull Library, Bibliothèque nationale de Nouvelle-Zélande (Wellington,  Nouvelle-Zélande)
- Bibliothèque de l'Université d'Auckland (Auckland,  Nouvelle-Zélande)
- Bibliothèque Hocken, Université d'Otago (Dunedin,  Nouvelle-Zélande)
- Bibliothèque de l'Université d'Hawaï à Mānoa (Honolulu, Hawaï,  États-Unis)
- Geisel Library, Université de Californie à San Diego (San Diego, Californie,  États-Unis)
- Bibliothèque de l'Université Yale (New Haven, Connecticut,  États-Unis)
- Bibliothèque de l'Université du Michigan (Ann Arbor, Michigan,  États-Unis)
- Bibliothèque de l'Université de Bergen (Bergen,  Norvège)
- Bibliothèque de l'Université nationale des Samoa (Apia,  Samoa)
- Bibliothèque de l'Université de Papouasie-Nouvelle-Guinée (Port Moresby,  Papouasie-Nouvelle-Guinée)
- Bibliothèques du réseau de l'Université du Pacifique Sud, 14 campus dans 12 pays :
  - Campus d'Alafua  (Apia,  Samoa)
  - Campus d'Emalus (Port-Vila,  Vanuatu)
  - Campus de Laucala (Suva,  Fidji)
  - USP Labasa (Labasa,  Fidji)
  - USP Lautoka (Lautoka,  Fidji)
  - USP Cook Islands	(Avarua,  Îles Cook)
  - USP Kiribati (Tarawa-Sud,  Kiribati)
  - USP Marshall Islands	(Delap-Uliga-Darrit,  Îles Marshall)
  - USP Nauru ( Nauru)
  - USP Niue	( Niue)
  - USP Solomon Islands	(Honiara,  Îles Salomon)
  - USP Tokelau	(Atafu,  Tokelau)
  - USP Tonga (Nuku'alofa,  Tonga)
  - USP Tuvalu (Vaiaku,  Tuvalu)

## Collections
Les collections du Pacific Manuscripts Bureau sont diverses et variées, et touchent à une grande diversité de formats (dont plus de 4000 bobines de microfilms) et de thématiques, parmi lesquelles :
- Archives familiales et généalogiques
- Archives d'organisations religieuses et missionnaires
- Archives associatives
- Correspondances, journaux, carnets de notes
- Dictionnaires, grammaires
- Archives de groupements et partis politiques, syndicats, associations environnementales ou féminines, ...
- Archives d'organisations régionales
- Archives scientifiques et médicales
- Archives d'entreprises : plantations, mines, commerce, import / export, ...

Le PMB conserve ainsi des fonds très divers, telles que les archives de l'Archidiocèse de Papeete (Tahiti), celles de l'archidiocèse de Port-Vila (Vanuatu), d'importants fonds photographiques sur le Pacifique insulaire (Tonga, Polynésie française, Papouasie-Nouvelle-Guinée, ...), des articles de presse, des correspondances, etc.